# Stoke Extinguisher
Stoke Extinguisher is een ep van de Amerikaanse punkband NOFX. Het werd uitgegeven op 26 november 2013 door Fat Wreck Chords. Het album verscheen op twee formaten; op cd en op vinyl. Beide versies bevatten het niet eerder uitgegeven nummer "Stoke Extinguisher", alsook het nummer "The Shortest Pier", dat oorspronkelijk geschreven is door Tony Sly en door NOFX opgenomen werd voor het tributealbum The Songs of Tony Sly: A Tribute. De rest van de nummers op de cd komen van de singles van het meest recente studioalbum van de band, Self Entitled. 
De hoes van het album is gemaakt door Jason Cruz van de punkband Strung Out.

## Nummers

### 7" single en cd
1. "Stoke Extinguisher" - 2:58
2. "The Shortest Pier" - 2:04

### Alleen op cd
1. "I Believe in Goddess (demo version)" - 1:33
2. "My Stepdad's a Cop and My Stepmom's a Domme" - 2:12
3. "Wore Out the Soles of My Party Boots (2012 version)" - 2:11
4. "New Year's Revolution" - 2:20

## Band
- Fat Mike - zang, basgitaar
- Eric Melvin - gitaar, zang
- El Hefe - gitaar, zang
- Erik Sandin - drums